# Kolechowice
Kolechowice – wieś w Polsce położona w województwie lubelskim, w powiecie lubartowskim, w gminie Ostrów Lubelski.
Wieś królewska w starostwie parczewskim województwa lubelskiego w 1786 roku.
W latach 1954–1961 wieś należała i była siedzibą władz gromady Kolechowice, po jej zniesieniu w gromadzie Ostrów Lubelski. W latach 1975–1998 miejscowość należała administracyjnie do województwa lubelskiego.
Wieś stanowi sołectwo gminy Ostrów Lubelski. Według Narodowego Spisu Powszechnego (III 2011 r.) wieś liczyła 481 mieszkańców.
We wsi znajduje się prawosławna cerkiew Świętych Kosmy i Damiana, należąca do parafii Przemienienia Pańskiego w Lublinie. Jest to dawna kaplica cmentarna, dawniej filia cerkwi parafialnej zniszczonej w czasie akcji rewindykacyjnej w 1938.
Wierni Kościoła rzymskokatolickiego należą do parafii Parafia Niepokalanego Poczęcia NMP w Ostrowie Lubelskim.

## Części wsi
| SIMC    | Nazwa      | Rodzaj    |
| ------- | ---------- | --------- |
| 1020795 | Kamień     | część wsi |
| 0388932 | Przecinka  | część wsi |
| 0388949 | Zabołojcze | część wsi |